# تپه روستای سلهبن
تپه روستای سلهبن مربوط به دوران پیش از تاریخ ایران باستان است و در شهرستان فیروز کوه، روستای سلهبن واقع شده و این اثر در تاریخ ۱۹ اسفند ۱۳۸۰ با شمارهٔ ثبت ۴۹۱۴ به‌عنوان یکی از آثار ملی ایران به ثبت رسیده است.